# Mizi Xia
Mizi Xia (xinès simplificat: 弥子瑕, pinyin: Mízi Xiá) és una figura semillegendaria de la dinastia Zhou a la Xina. La seva història va ser documentada per primera vegada en l'obra Han Fei Zi, pel filòsof legalista Han Feizi, com a favorit del duc Ling de Wei. Tot i que és possible que Mizi Xia hagi existit, no hi ha informació més enllà d'aquesta història de Feizi.

## Història
Mizi Xia es va convertir en favorit del duc Ling gràcies a la seva bellesa.
Quan Mizi Xia es va assabentar que la seva mare estava malalta, va falsificar una ordre del Duc per usar un dels seus carros i poder anar a visitar-la amb major rapidesa, va ser lloat pel seu amor filial. En una altra ocasió, Mizi Xia va mossegar un préssec especialment dolç i li va regalar la resta al Duc perquè també pogués gaudir del sabor. Tots dos actes el congraciaren encara més amb el Duc. No obstant això, quan la seva bellesa es va marcir, el Duc es va tornar contra ell, afirmant que li havia robat el carro i que havia insultat al Duc oferint-li un préssec a mig menjar.

## Recepció
L'objectiu principal d'Han Fei era explicar una història per advertir als cortesans sobre els perills d'acostar-se massa a governants capritxosos, però més tard, la literatura xinesa va arribar a esmentar a Mizi Xia més per la seva bellesa i la seva homosexualitat. L'expressió «préssec mossegat» es va convertir en un pseudònim per a l'homosexualitat i Mizi Xia es va convertir en el prototip de l'home jove desitjable com a parella sexual. La història va ser usada de forma similar a la posterior «passió de la màniga tallada» i el cortesà Dong Xian de la dinastia Han.
Ruan Ji va ser un dels poetes més famosos a lloar la bellesa de Mizi Xia és els seus escrits. El poeta Liu Zun de la dinastia Liang va escriure, «Els favors de la màniga tallada són generosos,/ L'amor del préssec a mig menjar no mor mai», amb la confiança que tota persona educada llegint els poemes entendria les al·lusions. El primer document xinès que s'ha conservat i que fa referència a l'homosexualitat, l'Assaig poètic a l'alegria suprema de Bo Xingjian, llista a Mizi Xia entre els exemples famosos d'homosexualitat: «Mizi Xia va compartir un préssec amb el seu senyor».
Cap al segle XII, els favorits masculins ja no solien tenir molt poder en les corts ducals o imperials, i el nom de Mizi Xia havia començat a associar-se amb els prostituts comuns. La reducció dels rols de gènere durant la dinastia Qing i la influència de les actituds homofóbiques de la cultura occidental convertirien, amb el temps, l'esment del «préssec mossegat» en tabú, de manera que Mizi Xia és pràcticament desconegut en la Xina actual.
La història de Mizi Xia es va donar a conèixer a l'Occident a través d'escrits d'europeus, tals com a Sexual Life in Ancient Xina de Robert van Gulik. Aquest llibre inclou cites del Xiangyan congshu o «Escrits reunits sobre la fragància elegant» de principis del segles XX, que al seu torn esmentaven precedents anteriors com els esmentats més amunt.